# Kill Trend Suicide
Kill Trend Suicide ist eine EP der Grindcore-Band Brutal Truth. Sie wurde 1996 veröffentlicht und markiert den Beginn der Zusammenarbeit mit dem Label Relapse Records.

## Entstehungsgeschichte
Mit Need to Control erschien 1994 Brutal Truths letztes Album auf Earache Records. Die Band kündigte den Vertrag mit ihrer alten Plattenfirma und bewarb sich bei anderen. Bill Yurkiewicz von Relapse Records nahm die Gruppe schließlich unter Vertrag. Da die Gruppe jedoch nicht genügend Material für eine LP hatte, Relapse aber auf eine Veröffentlichung drängten, nahm sie zu ihrem Einstand die EP Kill Trend Suicide auf. Die Aufnahmen fanden im Sommer 1996 im baufälligen Cutting Room in New York City statt. Die Aufnahmezeit betrug sechs Tage. Als Produzenten zeichneten Brutal Truth selbst und Billy Anderson verantwortlich.
Das Album enthält eine Widmung an Yoshitomo „Tottsuan“ Suzuki, den ersten Sänger der japanischen Grindcore-/Hardcore-Punk-Band S.O.B., der im Juni 1995 Suizid beging.

## Titelliste
1. Blind Leading the Blind – 1:47
2. Pass Some Down – 2:04
3. Let’s Go to War – 1:28
4. Hypocrite Invasion – 2:53
5. Everflow – 1:01
6. Zombie – 2:40
7. Homesick – 1:17
8. Humanity’s Folly – 2:49
9. I Killed My Family – 2:43
10. Kill Trend Suicide – 15:10 (2:37)

Hinter Kill Trend Suicide befindet sich ein Hidden Track. I Killed My Family ist eine Coverversion von YDI, einer Hardcore-Punk-Band aus Philadelphia, die lediglich eine Single 1983 veröffentlicht hatte.

## Coverartwork
Das Cover ist eine Fotomontage von Steve Stoltzfus und zeigt einen Mann mit einem Revolver in der Hand vor einem alten Fernseher in einem kargen Zimmer. An der Wand ist sein Schatten zu sehen, der sich gerade in den Kopf schießt. Der 15’’-Röhrenfernseher, der für das Bild verwendet wurde, erreichte bei Ebay Jahre später einen Preis von 50 $.

## Musikstil
Musikalisch versuchte Brutal Truth mit der Extended Play einen Neuanfang. Laut Kevin Sharp, dem damaligen Sänger gestalteten sich die Aufnahmen chaotisch. So war das Studio nur wenige Minuten von dem CD-Shop entfernt, in dem er arbeitete. In seiner Mittagspause ging er herüber und sang seine Passagen ein. Diese unorthodoxe Vorgehensweise hatte auch Einfluss auf den Stil des Albums. So präsentierten sich die Stücke wesentlich chaotischer und wirrer als auf den vorangegangenen Alben. Insgesamt orientiert sich der Stil mehr am Punk als am Metal.

“The Music was as strange as the sound and I liked that about Brutal Truth. Elements that should not work, put together in a cohesive forum melodic / chaotic…”

„Die Musik war so seltsam wie der Sound und ich mochte das an Brutal Truth. Elemente, die nicht funktionieren sollten, in eine geschlossene, aber dennoch chaotische, melodische Form zu bringen…“

## Wiederveröffentlichung
Relapse Records veröffentlichte die EP zusammen mit dem Nachfolgealbum Sounds of the Animal Kingdom 2006 auf einer CD und ließ es von Scott Hull (Agoraphobic Nosebleed/Pig Destroyer) neu mastern. Als Ergänzung wurden Liner Notes von Albert Mudrian (Choosing Death: Die unglaubliche Geschichte von Death Metal & Grindcore) und den beiden Bandmitgliedern Kevin Sharp und Dan Lilker beigefügt. Während die EP vollständig enthalten ist, fehlen von dem Album zwei Lieder.